# Drapeau des îles Baléares
Le drapeau des îles Baléares a été adopté le 1er mars 1983. Il se base sur les couleurs traditionnelles du royaume d'Aragon (quatre bandes rouges sur fond jaune), avec, en canton, un château blanc à cinq tours sur fond mauve.